# Skurcz odlewniczy
Skurcz odlewniczy – zmiana wymiarów materiału podczas krzepnięcia i stygnięcia odlewu.
Skurcz odlewniczy w połączeniu z nierównomiernym stygnięciem jest odpowiedzialny za powstawanie w odlewie naprężeń, pęknięć i jamy skurczowej.

## Rodzaje skurczów odlewniczych
- Skurcz odlewniczy liniowy – procentowe zmniejszenie wymiaru (długości) odlewu od temperatury krzepnięcia do temperatury otoczenia. W praktyce różnica wymiaru modelu i odlewu.

Uwzględnia się go stosując przy budowie modelu przyrządy o skorygowanej skali np. metra z paskiem brązowym albo czarnym o nieco większej długości (kolor oznacza wartość skurczu) albo na rysunku modelu.
Wartości:
- - 1% - żeliwo szare
  - 1,5% - brązy i stopy aluminium
  - 2% - staliwo i żeliwo ciągliwe
- Skurcz odlewniczy objętościowy – powstaje w trakcie krzepnięcia wywołując jamy skurczowe. Ubytek metalu może zostać zrekompensowany poprzez zastosowanie nadlewów.